# Clasa EA (CFR)

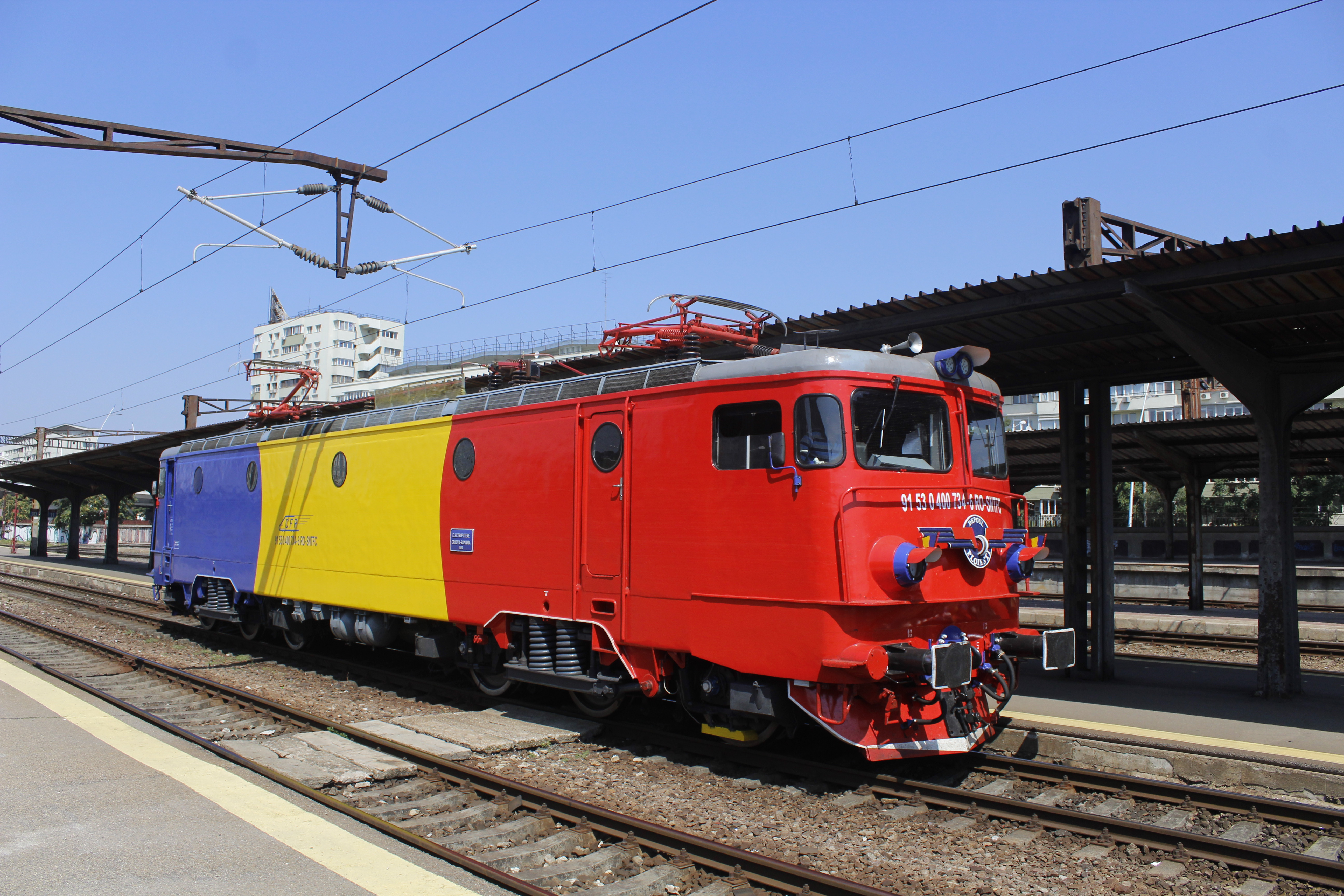
Clasa 40

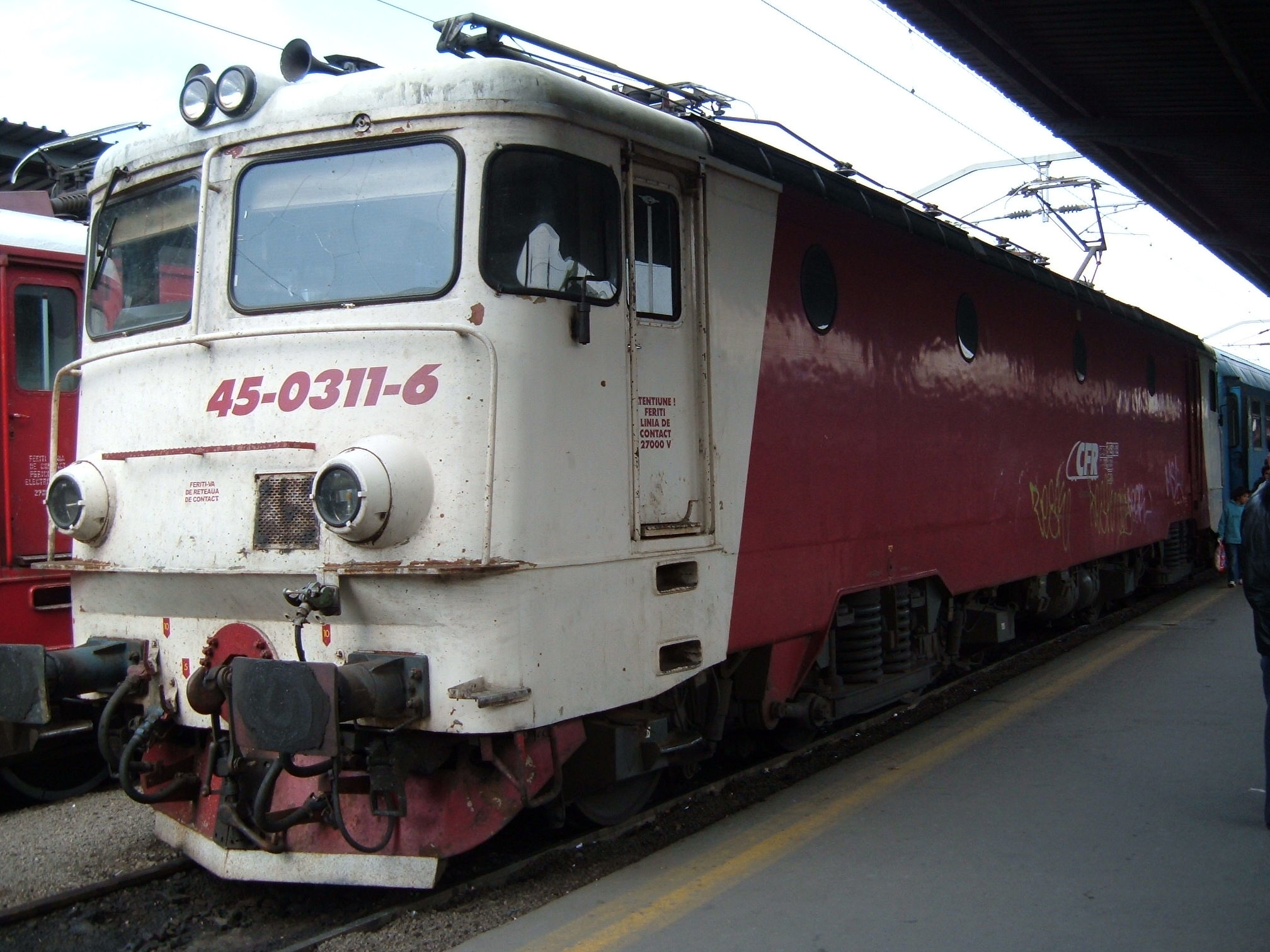
Clasa 45

CFR Clasa EA (40/41/42/45/47) este o locomotivă electrică fabricată între anii 1965–1990 de către ASEA (Suedia) și ulterior produsă sub licență de către Electroputere Craiova și Softronic (și Siemens, clasa 45). Peste 1000 de locomotive 060-EA au fost construite de Electroputere.
Prima locomotivă, 060-EA-001 a fost fabricată de către ASEA Suedia pentru CFR Călatori.

## Tipuri
1. Locomotiva 060-EA-001: aceasta este prima locomotivă de acest tip (capul de serie). Aceasta a fost fabricată în 1965. Ea era în serviciul depoului Brașov. Prima locomotiva 060-EA și-a găsit sfârșitul în anul 1991, fiind casată în urma accidentului feroviar din 1990. În anul 2021, singura rămășița din această locomotivă este plăcuța ei, care se află în Muzeul Dej Triaj.
2. Locomotiva 060-EA-021 este prima locomotivă electrică care a circulat pe tronsonul București-Brașov, ulterior casată în 2005, în Ciceu.
3. Locomotiva 40-0316-2 este singura locomotivă tip 060-EA a companiei Astra Trans Carpatic, folosită pe perechea de trenuri Arad-București Nord și retur.
4. Locomotiva 060-EA1-106 este supranumită Regina Banatului deoarece are multe piese originale fabricate de către ASEA Suedia. Aceasta aparține de depoul Timișoara. În 2021 aceasta nu mai are plăcuțele originale,dar încă păstrează schema vișiniu-alb
5. Locomotiva 42-0302-2 este singura locomotivă 060-EA care poate ajunge la viteza de 200 de km/h, în acest moment fiind limitată la 160 de km/h. A avut parte de reparație tip RR la SCRL Brașov în 2020.
6. Locomotiva 060-EA-236: aceasta este unica din parcul CFR Călători rămasă cu pantograf simetric. A avut parte de reparație tip RR în anul 2018, păstrând schema clasică de vopsire cu dungă albastră.
7. Locomotiva 060-EA-721: aceasta este unica locomotivă cu striații laterale, celelalte 2 locomotive cu striații laterale (EA 657,705) sunt în conservare în Depoul Adjud; Remiza Deda